# Bom Retiro (ort)
Bom Retiro är en ort i Brasilien.   Den ligger i kommunen Bom Retiro och delstaten Santa Catarina, i den södra delen av landet, 1 300 km söder om huvudstaden Brasília. Bom Retiro ligger 890 meter över havet och antalet invånare är 8 942.
Terrängen runt Bom Retiro är lite kuperad. Runt Bom Retiro är det glesbefolkat, med 9 invånare per kvadratkilometer..
I omgivningarna runt Bom Retiro växer i huvudsak städsegrön lövskog.